# Siarhei Martynau
Siarhei Martynau (en biélorusse, Сяргей Анатолевіч Мартынаў, russifié en Sergey Martynov) né le 18 mai 1968 à Vereïa en Russie, est un tireur sportif soviétique puis biélorusse. Il a notamment remporté les Jeux olympiques et deux titres de champion du monde.

## Palmarès

### Jeux olympiques
- Jeux olympiques de 2000 à Sydney :
  -  Médaille de bronze sur l'épreuve de tir couché en carabine 50m.
- Jeux olympiques de 2004 à Athènes :
  -  Médaille de bronze sur l'épreuve de tir couché en carabine 50m.
- Jeux olympiques de 2012 à Londres :
  -  Médaille d'or sur l'épreuve de tir couché en carabine 50m.

### Championnats du monde
- Championnats du monde de tir 2006 à Zagreb
  -  Médaille d'or sur l'épreuve de tir couché en carabine 50m.
- Championnats du monde de tir 2010 à Munich
  -  Médaille d'or sur l'épreuve de tir couché en carabine 50m.